# Przywódcy państw i terytoriów zależnych w 2011
Przywódcy państw i terytoriów zależnych w 2011 – lista przywódców państw i terytoriów zależnych w roku 2011.

## Afryka
- Algieria
  - Prezydent – Abdelaziz Buteflika, Prezydenci Algierii (1999–2019)
  - Premier – Ahmad Ujahja, Premierzy Algierii (2008–2012)

- Angola
  - Prezydent – José Eduardo dos Santos, Prezydenci Angoli (1979–2017)

- Benin
  - Prezydent – Yayi Boni, Prezydenci Beninu (2006–2016)
  - Premier – Pascal Koupaki, Premierzy Beninu (2011–2013) od 28 maja

- Botswana
  - Prezydent – Seretse Ian Khama, Prezydenci Botswany (2008–2018)

- Brytyjskie Terytorium Oceanu Indyjskiego (terytorium zamorskie Wielkiej Brytanii)
  - Komisarz – Colin Roberts, Komisarze Brytyjskiego Terytorium Oceanu Indyjskiego (2008–2012)
  - Administrator –
    1. Joanne Mary Yeadon, Administratorzy Brytyjskiego Terytorium Oceanu Indyjskiego (2007–2011)
    2. John McManus, Administratorzy Brytyjskiego Terytorium Oceanu Indyjskiego (2011–2013)

- Burkina Faso
  - Prezydent – Blaise Compaoré, Prezydenci Burkina Faso (1987–2014)
  - Premier –
    1. Tertius Zongo, Premierzy Burkina Faso (2007–2011)
    2. Luc-Adolphe Tiao, Premierzy Burkina Faso (2011–2014)

- Burundi
  - Prezydent – Pierre Nkurunziza, Prezydenci Burundi (2005–2020)

- Czad
  - Prezydent – Idriss Déby, Prezydenci Czadu (1990–2021)
  - Premier – Emmanuel Nadingar, Premierzy Czadu (2010–2013)

- Demokratyczna Republika Konga
  - Prezydent – Joseph Kabila, Prezydenci Demokratycznej Republiki Konga (2001–2019)
  - Premier – Adolphe Muzito, Premierzy Demokratycznej Republiki Konga (2008–2012)

- Dżibuti
  - Prezydent – Ismail Omar Guelleh, Prezydenci Dżibuti (od 1999)
  - Premier – Dileita Mohamed Dileita, Premierzy Dżibuti (2001–2013)

- Egipt
  - Głowa państwa –
    1. Husni Mubarak, Prezydenci Egiptu (1981–2011)
    2. Muhammad Husajn Tantawi, Przewodniczący Najwyższej Rady Sił Zbrojnych (2011–2012)

  - Premier –
    1. Ahmad Nazif, Premierzy Egiptu (2004–2011)
    2. Ahmad Szafik, Premierzy Egiptu (2011)
    3. Isam Szaraf, Premierzy Egiptu (2011)
    4. Kamal al-Dżanzuri, Premierzy Egiptu (2011–2012)

- Erytrea
  - Prezydent – Isajas Afewerki, Prezydenci Erytrei (od 1993)

- Etiopia
  - Prezydent – Girma Woldegiorgis, Prezydenci Etiopii (2001–2013)
  - Premier – Meles Zenawi, Premierzy Etiopii (1995–2012)

- Gabon
  - Prezydent – Ali Bongo Ondimba, Prezydenci Gabonu (2009–2023)
  - Premier – Paul Biyoghé Mba, Premierzy Gabonu (2009–2012)

- Gambia
  - Prezydent – Yahya Jammeh, Prezydenci Gambii (1994–2017)

- Ghana
  - Prezydent – John Atta-Mills, Prezydenci Ghany (2009–2012)

- Gwinea
  - Prezydent – Alpha Condé, Prezydenci Gwinei (2010–2021)
  - Premier – Mohamed Saïd Fofana, Premierzy Gwinei (2010–2015)

- Gwinea Bissau
  - Prezydent – Malam Bacai Sanhá, Prezydenci Gwinei Bissau (2009–2012)
  - Premier – Carlos Gomes Júnior, Premierzy Gwinei Bissau (2009–2012)

- Gwinea Równikowa
  - Prezydent – Teodoro Obiang Nguema Mbasogo, Prezydenci Gwinei Równikowej (od 1979)
  - Premier – Ignacio Milam Tang, Premierzy Gwinei Równikowej (2008–2012)

- Kamerun
  - Prezydent – Paul Biya, Prezydenci Kamerunu (od 1982)
  - Premier – Philémon Yang, Premierzy Kamerunu (2009–2019)

- Kenia
  - Prezydent – Mwai Kibaki, Prezydenci Kenii (2002–2013)
  - Premier – Raila Odinga, Premierzy Kenii (2008–2013)

- Komory
  - Prezydent –
    1. Ahmed Abdallah Sambi, Prezydenci Komorów (2006–2011)
    2. Ikililou Dhoinine, Prezydenci Komorów (2011–2016)

- Kongo
  - Prezydent – Denis Sassou-Nguesso, Prezydenci Konga (od 1997)

- Lesotho
  - Król – Letsie III, Królowie Lesotho (od 1996)
  - Premier – Bethuel Pakalitha Mosisili, Premierzy Lesotho (1998–2012)

- Liberia
  - Prezydent – Ellen Johnson-Sirleaf, Prezydenci Liberii (2006–2018)

- Libia
  - Przywódca Rewolucji 1 Września – Mu’ammar al-Kaddafi, Przywódcy Libii (1969–2011)
  - Głowa państwa –
    1. Muhammad Abu al-Kasim az-Zuwaj, Sekretarz Generalny Powszechnego Kongresu Ludowego Libii (2010–2011)
    2. Mustafa Muhammad Abd al-Dżalil, Przewodniczący Narodowej Rady Tymczasowej (2011–2012)

  - Premier –
    1. Al-Baghdadi Ali al-Mahmudi, Sekretarze Generalnego Komitetu Ludowego Libii (2006–2011)
    2. Mahmud Dżibril, Premierzy rządu Narodowej Rady Tymczasowej Libii (2011)
    3. Ali Tarhouni, P.o. premiera rządu Narodowej Rady Tymczasowej Libii (2011)
    4. Abdel Rahim al-Kib, Premierzy rządu Narodowej Rady Tymczasowej Libii (2011–2012)

- Madagaskar
  - Prezydent – Andry Rajoelina, Prezydent Wysokiej Władzy Przejściowej (2009–2014)
  - Premier –
    1. Albert Camille Vital, Premierzy Madagaskaru (2009–2011)
    2. Omer Beriziky, Premierzy Madagaskaru (2011–2014)

- Majotta (departament zamorski Francji)
  - Prefekt –
    1. Hubert Derache, Prefekci Majotty (2009–2011)
    2. Patrick Duprat, P.o. prefekta Majotty (2011)
    3. Thomas Degos, Prefekci Majotty (2011–2013)

  - Przewodniczący Rady Generalnej –
    1. Ahmed Attoumani Douchina, Przewodniczący Rady Generalnej Majotty (2008–2011)
    2. Daniel Zaïdani, Przewodniczący Rady Generalnej Majotty (2011–2015)

- Malawi
  - Prezydent – Bingu wa Mutharika, Prezydenci Malawi (2004–2012)

- Mali
  - Głowa państwa – Amadou Toumani Touré, Prezydenci Mali (2002–2012)
  - Premier –
    1. Modibo Sidibé, Premierzy Mali (2007–2011)
    2. Cissé Mariam Kaïdama Sidibé, Premierzy Mali (2011–2012)

- Maroko
  - Król – Muhammad VI, Królowie Maroka (od 1999)
  - Premier –
    1. Abbas al-Fasi, Premierzy Maroka (2007–2011)
    2. Abdelilah Benkirane, Premierzy Maroka (2011–2017)

  -  Sahara Zachodnia (państwo nieuznawane)
    - Prezydent – Muhammad Abd al-Aziz, Prezydenci Sahary Zachodniej (1976–2016)
    - Premier – Abd al-Kadir Talib Umar, Premierzy Sahary Zachodniej (2003–2018)

- Mauretania
  - Prezydent – Muhammad uld Abd al-Aziz, Prezydenci Mauretanii (2009–2019)
  - Premier – Maulaj uld Muhammad al-Aghzaf, Premierzy Mauretanii (2008–2014)

- Mauritius
  - Prezydent – Anerood Jugnauth, Prezydenci Mauritiusa (2003–2012)
  - Premier – Navin Ramgoolam, Premierzy Mauritiusa (2005–2014)

- Mozambik
  - Prezydent – Armando Guebuza, Prezydenci Mozambiku (2005–2015)
  - Premier – Aires Ali, Premierzy Mozambiku (2010–2012)

- Namibia
  - Prezydent – Hifikepunye Pohamba, Prezydenci Namibii (2005–2015)
  - Premier – Nahas Angula, Premierzy Namibii (2005–2012)

- Niger
  - Prezydent –
    1. Salou Djibo, Przewodniczący Rady Najwyższej na rzecz Przywrócenia Demokracji (2010–2011)
    2. Mahamadou Issoufou, Prezydenci Nigru (2011–2021)

  - Premier –
    1. Mahamadou Danda, Premierzy Nigru (2010–2011)
    2. Brigi Rafini, Premierzy Nigru (2011–2021)

- Nigeria
  - Prezydent – Goodluck Jonathan, Prezydenci Nigerii (2010–2015)

- Południowa Afryka
  - Prezydent – Jacob Zuma, Prezydenci Południowej Afryki (2009–2018)

- Republika Środkowoafrykańska
  - Prezydent – François Bozizé, Prezydenci Republiki Środkowoafrykańskiej (2003–2013)
  - Premier – Faustin-Archange Touadéra, Premierzy Republiki Środkowoafrykańskiej (2008–2013)

- Republika Zielonego Przylądka
  - Prezydent –
    1. Pedro Pires, Prezydenci Republiki Zielonego Przylądka (2001–2011)
    2. Jorge Carlos Fonseca, Prezydenci Republiki Zielonego Przylądka (2011–2021)

  - Premier – José Maria Neves, Premierzy Republiki Zielonego Przylądka (2001–2016)

- Reunion (departament zamorski Francji)
  - Prefekt – Michel Lalande, Prefekci Reunionu (2010–2012)
  - Przewodniczący Rady Generalnej – Nassimah Dindar, Przewodniczący Rady Generalnej Reunionu (2004–2015)
  - Przewodniczący Rady Regionalnej – Didier Robert, Przewodniczący Rady Regionalnej Reunionu (od 2010)

- Rwanda
  - Prezydent – Paul Kagame, Prezydenci Rwandy (od 2000)
  - Premier –
    1. Bernard Makuza, Premierzy Rwandy (2000–2011)
    2. Pierre Damien Habumuremyi, Premierzy Rwandy (2011–2014)

- Senegal
  - Prezydent – Abdoulaye Wade, Prezydenci Senegalu (2000–2012)
  - Premier – Souleymane Ndéné Ndiaye, Premierzy Senegalu (2009–2012)

- Seszele
  - Prezydent – James Michel, Prezydenci Seszeli (2004–2016)

- Sierra Leone
  - Prezydent – Ernest Bai Koroma, Prezydenci Sierra Leone (2007–2018)

- Somalia
  - Prezydent – Szarif Szajh Ahmed, Prezydenci Somalii (2009–2012)
  - Premier –
    1. Mohamed Abdullahi Mohamed, Premierzy Somalii (2010–2011)
    2. Abdiweli Mohamed Ali, Premierzy Somalii (2011–2012)

  -  Somaliland (państwo nieuznawane)
    - Prezydent – Ahmed M. Mahamoud Silanyo, Prezydenci Somalilandu (2010–2017)

  -  Puntland (autonomiczna część Somalii)
    - Prezydent – Abdirahman Mohamud Farole, Prezydenci Puntlandu (2009–2014)

  -  Galmudug (autonomiczna część Somalii)
    - Prezydent – Mohamed Ahmed Alin, Prezydenci Galmudugu (2009–2012)

- Suazi
  - Król – Mswati III, Królowie Suazi (od 1986)
  - Premier – Barnabas Sibusiso Dlamini, Premierzy Suazi (2008–2018)

- Sudan
  - Prezydent – Umar al-Baszir, Prezydenci Sudanu (1989–2019)

- Sudan Południowy
  - proklamowanie niepodległości 9 lipca 2011
  - Prezydent – Salva Kiir Mayardit, Prezydenci Sudanu Południowego (od 2005)

- Tanzania
  - Prezydent – Jakaya Kikwete, Prezydenci Tanzanii (2005–2015)
  - Premier – Mizengo Pinda, Premierzy Tanzanii (2008–2015)

- Togo
  - Prezydent – Faure Gnassingbé, Prezydenci Togo (od 2005)
  - Premier – Gilbert Houngbo, Premierzy Togo (2008–2012)

- Tunezja
  - Prezydent –
    1. Zajn al-Abidin ibn Ali, prezydenci Tunezji (1987–2011)
    2. Mohamed Ghannouchi, P.o. prezydenta Tunezji (2011)
    3. Fouad Mebazaâ, P.o. prezydenta Tunezji (2011)
    4. Moncef Marzouki, prezydenci Tunezji (2011–2014)

  - Premier –
    1. Mohamed Ghannouchi, Premierzy Tunezji (1999–2011)
    2. Bedżi Caid Essebsi, Premierzy Tunezji (2011)
    3. Hammadi al-Dżibali, Premierzy Tunezji (2011–2013)

- Uganda
  - Prezydent – Yoweri Museveni, Prezydenci Ugandy (od 1986)
  - Premier –
    1. Apolo Nsibambi, Premierzy Ugandy (1999–2011)
    2. Amama Mbabazi, Premierzy Ugandy (2011–2014)

- Wybrzeże Kości Słoniowej
  - Prezydent –
    1. Laurent Gbagbo, Prezydenci Wybrzeża Kości Słoniowej (2000–2011, okres dwuwładzy 2010–2011)
    2. Alassane Ouattara, Prezydenci Wybrzeża Kości Słoniowej (od 2010)

  - Premier –
    - Guillaume Soro, Premierzy Wybrzeża Kości Słoniowej (2007–2012)
    - Gilbert Marie N’gbo Aké, Premierzy Wybrzeża Kości Słoniowej (okres dwuwładzy 2010–2011)

- Wyspa Świętej Heleny, Wyspa Wniebowstąpienia i Tristan da Cunha (terytorium zamorskie Wielkiej Brytanii)
  - Gubernator –
    1. Andrew Gurr, Gubernatorzy Wyspy Świętej Heleny, Wyspy Wniebowstąpienia i Tristan da Cunha (2007–2011)
    2. Ken Baddon, P.o. gubernatora Wyspy Świętej Heleny, Wyspy Wniebowstąpienia i Tristan da Cunha (2011)
    3. Mark Andrew Capes, Gubernatorzy Wyspy Świętej Heleny, Wyspy Wniebowstąpienia i Tristan da Cunha (2011–2016)

- Wyspy Świętego Tomasza i Książęca
  - Prezydent –
    1. Fradique de Menezes, Prezydenci Wysp Świętego Tomasza i Książęcej (2003–2011)
    2. Manuel Pinto da Costa, Prezydenci Wysp Świętego Tomasza i Książęcej (2011–2016)

  - Premier – Patrice Trovoada, Premierzy Wysp Świętego Tomasza i Książęcej (2010–2012)

- Zambia
  - Prezydent –
    1. Rupiah Banda, Prezydenci Zambii (2008–2011)
    2. Michael Sata, Prezydenci Zambii (2011–2014)

- Zimbabwe
  - Prezydent – Robert Mugabe, Prezydenci Zimbabwe (1987–2017)
  - Premier – Morgan Tsvangirai, Premierzy Zimbabwe (2009–2013)

## Azja
- Afganistan
  - Prezydent – Hamid Karzaj, Prezydenci Afganistanu (2001–2014)

- Akrotiri (brytyjska suwerenna baza wojskowa w południowej części Cypru)
  - Administrator – Graham Stacey, Administratorzy Akrotiri i Dhekelii (2010–2013)

- Arabia Saudyjska
  - Król – Abd Allah ibn Abd al-Aziz Al Su’ud, Królowie Arabii Saudyjskiej (2005–2015)

- Armenia
  - Prezydent – Serż Sarkisjan, Prezydenci Armenii (2008–2018)
  - Premier – Tigran Sarkisjan, Premierzy Armenii (2008–2014)

- Azerbejdżan
  - Prezydent – İlham Əliyev, Prezydenci Azerbejdżanu (od 2003)
  - Premier – Artur Rasizadə, Premierzy Azerbejdżanu (2003–2018)
  -  Górski Karabach (państwo nieuznawane)
    - Prezydent – Bako Sahakian, Prezydenci Górskiego Karabachu (od 2007)
    - Premier – Arajik Harutiunian, Premierzy Górskiego Karabachu (od 2007)

- Bahrajn
  - Król – Hamad ibn Isa Al Chalifa, Królowie Bahrajnu (od 1999)
  - Premier – Chalifa ibn Salman Al Chalifa, premier Bahrajnu (1971–2020)

- Bangladesz
  - Prezydent – Zillur Rahman, Prezydenci Bangladeszu (2009–2013)
  - Premier – Sheikh Hasina Wajed, Premierzy Bangladeszu (od 2009)

- Bhutan
  - Król – Jigme Khesar Namgyel Wangchuck, Królowie Bhutanu (od 2006)
  - Premier – Lyonpo Jigme Thinley, Premierzy Bhutanu (2008–2013)

- Brunei
  - Sułtan – Hassanal Bolkiah, Sułtani Brunei (od 1967)

- Chiny
  - Sekretarz generalny KPCh – Hu Jintao, Sekretarze Generalni Komunistycznej Partii Chin (2002–2012)
  - Przewodniczący ChRL – Hu Jintao, Przewodniczący Chińskiej Republiki Ludowej (2003–2013)
  - Premier – Wen Jiabao, Premierzy Chińskiej Republiki Ludowej (2003–2013)
  - Przewodniczący CKW KC KPCh – Hu Jintao, Przew. Centralnej Komisji Wojskowej Komitetu Centralnego KPCh (2004–2012)

- Cypr
  - Prezydent – Dimitris Christofias, Prezydenci Cypru (2008–2013)
  -  Cypr Północny (państwo nieuznawane)
    - Prezydent – Derviş Eroğlu, Prezydenci Cypru Północnego (2010–2015)
    - Premier – İrsen Küçük, Premierzy Cypru Północnego (2010–2013)

- Dhekelia (brytyjska suwerenna baza wojskowa w południowo-wschodniej części Cypru)
  - Administrator – Graham Stacey, Administratorzy Akrotiri i Dhekelii (2010–2013)

- Filipiny
  - Prezydent – Benigno Aquino, Prezydenci Filipin (2010–2016)

- Gruzja
  - Prezydent – Micheil Saakaszwili, Prezydenci Gruzji (2008–2013)
  - Premier – Nika Gilauri, Premierzy Gruzji (2009–2012)
  -  Abchazja (państwo nieuznawane)
    - Prezydent –

    1. Siergiej Bagapsz, Prezydenci Abchazji (2005–2011)
    2. Aleksandr Ankwab, Prezydenci Abchazji (2011–2014)

    - Premier –

    1. Siergiej Szamba, Premierzy Abchazji (2010–2011)
    2. Leonid Łakierbaja, Premierzy Abchazji (2011–2014)

  -  Osetia Południowa (państwo nieuznawane)
    - Prezydent –

    1. Eduard Kokojty, Prezydenci Osetii Południowej (2001–2011)
    2. Wadim Browcew, P.o. prezydenta Osetii Południowej (2011–2012)

    - Premier – Wadim Browcew, Premierzy Osetii Południowej (2009–2012)

- Indie
  - Prezydent – Pratibha Patil, Prezydenci Indii (2007–2012)
  - Premier – Manmohan Singh, Premierzy Indii (2004–2014)

- Indonezja
  - Prezydent – Susilo Bambang Yudhoyono, prezydenci Indonezji (2004–2014)

- Irak
  - Prezydent – Dżalal Talabani, Prezydenci Iraku (2005–2014)
  - Premier – Nuri al-Maliki, Premierzy Iraku (2006–2014)

- Iran
  - Najwyższy przywódca – Ali Chamenei, Najwyżsi przywódcy Iranu (od 1989)
  - Prezydent – Mahmud Ahmadineżad, Prezydenci Iranu (2005–2013)

- Izrael
  - Prezydent – Szimon Peres, Prezydent Izraela (2007–2014)
  - Premier – Binjamin Netanjahu, Premierzy Izraela (2009–2021)
  -  Palestyna (państwo nieuznawane)
    - Prezydent – Mahmud Abbas, Prezydenci Autonomii Palestyńskiej (od 2005)
    - Premier – Salam Fajjad, Premierzy Autonomii Palestyńskiej (2007–2013)
    -  Strefa Gazy (rebelia przeciw Palestyńskim Władzom Narodowym)
      - Prezydent – Abd al-Aziz Duwajk, Prezydenci Autonomii Palestyńskiej (w Strefie Gazy) (2009–2014)
      - Premier – Isma’il Hanijja, Premierzy Autonomii Palestyńskiej (w Strefie Gazy) (2007–2014)

- Japonia
  - Cesarz – Akihito, Cesarze Japonii (1989–2019)
  - Premier –
    1. Naoto Kan, Premierzy Japonii (2010–2011)
    2. Yoshihiko Noda, Premierzy Japonii (2011–2012)

- Jemen
  - Prezydent – Ali Abd Allah Salih, Prezydenci Jemenu (1978–2012)
  - Premier –
    1. Ali Muhammad Mudżawar, Premierzy Jemenu (2007–2011)
    2. Muhammad Basindawa, Premierzy Jemenu (2011–2014)

- Jordania
  - Król – Abdullah II, Królowie Jordanii (od 1999)
  - Premier –
    1. Samir Rifai, Premierzy Jordanii (2009–2011)
    2. Maruf al-Bachit, Premierzy Jordanii (2011)
    3. Awn Shawkat Al-Khasawneh, Premierzy Jordanii (2011–2012)

- Kambodża
  - Król – Norodom Sihamoni, Królowie Kambodży (od 2004)
  - Premier – Hun Sen, Premierzy Kambodży (1985–2023)

- Katar
  - Emir – Hamad ibn Chalifa Al Sani, Emirowie Kataru (1995–2013)
  - Premier – Hamad ibn Dżasim ibn Dżabr Al Sani, Premierzy Kataru (2007–2013)

- Kazachstan
  - Prezydent – Nursułtan Nazarbajew, Prezydenci Kazachstanu (1990–2019)
  - Premier – Karim Masimow, Premierzy Kazachstanu (2007–2012)

- Kirgistan
  - Prezydent –
    1. Roza Otunbajewa, Prezydenci Kirgistanu (2010–2011)
    2. Ałmazbek Atambajew, Prezydenci Kirgistanu (2011–2017)

  - Premier –
    1. Ałmazbek Atambajew, Premierzy Kirgistanu (2010–2011)
    2. Ömürbek Babanow, P.o. premiera Kirgistanu (2011)
    3. Ałmazbek Atambajew, Premierzy Kirgistanu (2011)
    4. Ömürbek Babanow, Premierzy Kirgistanu (2011–2012)

- Korea Południowa
  - Prezydent – Lee Myung-bak, Prezydenci Korei Południowej (2008–2013)
  - Premier – Kim Hwang-sik, Premierzy Korei Południowej (2010–2013)

- Korea Północna
  - Szef partii komunistycznej –
    1. Kim Dzong Il, Sekretarz Generalny Partii Pracy Korei (1997–2011)
    2. Kim Dzong Un, Najwyższy Przywódca Partii, Armii i Narodu (od 2011)

  - Głowa państwa – Kim Yŏng Nam, Przewodniczący Prezydium Najwyższego Zgromadzenia Ludowego KRLD (1998–2019)
  - Premier – Ch’oe Yŏng Rim, Premierzy Korei Północnej (2010–2013)

- Kuwejt
  - Emir – Sabah al-Ahmad al-Dżabir as-Sabah, Emirowie Kuwejtu (2006–2020)
  - Premier –
    1. Nasir al-Muhammad al-Ahmad as-Sabah, Premierzy Kuwejtu (2006–2011)
    2. Dżabir Mubarak al-Hamad as-Sabah, Premierzy Kuwejtu (2011–2019)

- Laos
  - Sekretarz Generalny KC LPL-R – Choummaly Sayasone, Sekretarze Generalni Komitetu Centralnego Laotańskiej Partii Ludowo-Rewolucyjnej (2006–2016)
  - Prezydent – Choummaly Sayasone, Prezydenci Laosu (2006–2016)
  - Premier – Thongsing Thammavong, Premierzy Laosu (2010–2016)

- Liban
  - Prezydent – Michel Sulaiman, Prezydenci Libanu (2008–2014)
  - Premier –
    1. Sad al-Hariri, Premierzy Libanu (2009–2011)
    2. Nadżib Mikati, Premierzy Libanu (2011–2014)

- Malediwy
  - Prezydent – Mohamed Nasheed, Prezydenci Malediwów (2008–2012)

- Malezja
  - Monarcha –
    1. Tuanku Mizan Zainal Abidin, Yang di-Pertuan Agong Malezji (2006–2011)
    2. Tuanku Abdul Halim, Yang di-Pertuan Agong Malezji (2011–2016)

  - Premier – Najib Tun Razak, Premierzy Malezji (2009–2018)

- Mjanma
  - Głowa państwa –
    1. Than Shwe, Przewodniczący Rady Pokoju i Rozwoju Mjanmy (1992–2011)
    2. Thein Sein, Prezydenci Mjanmy (2011–2016)

- Mongolia
  - Prezydent – Cachiagijn Elbegdordż, Prezydenci Mongolii (2009–2017)
  - Premier – Süchbaataryn Batbold, Premierzy Mongolii (2009–2012)

- Nepal
  - Prezydent – Ram Baran Yadav, Prezydenci Nepalu (2008–2015)
  - Premier –
    1. Madhav Kumar Nepal, Premierzy Nepalu (2009–2011)
    2. Jhala Nath Khanal, Premierzy Nepalu (2011)
    3. Baburam Bhattarai, Premierzy Nepalu (2011–2013)

- Oman
  - Sułtan – Kabus ibn Sa’id, Sułtani Omanu (1970–2020)

- Pakistan
  - Prezydent – Asif Ali Zardari, Prezydenci Pakistanu (2008–2013)
  - Premier – Yousaf Raza Gilani, Premierzy Pakistanu (2008–2012)

- Singapur
  - Prezydent –
    1. S.R. Nathan, Prezydenci Singapuru (1999–2011)
    2. Tony Tan Keng Yam, Prezydenci Singapuru (2011–2017)

  - Premier – Lee Hsien Loong, Premierzy Singapuru (od 2004)

- Sri Lanka
  - Prezydent – Mahinda Rajapaksa, Prezydenci Sri Lanki (2005–2015)
  - Premier – D.M. Jayaratne, Premierzy Sri Lanki (2010–2015)

- Syria
  - Prezydent – Baszszar al-Asad, Prezydenci Syrii (od 2000)
  - Premier –
    1. Muhammad Nadżi al-Utri, Premierzy Syrii (2003–2011)
    2. Adil Safar, Premierzy Syrii (2011–2012)

- Tadżykistan
  - Prezydent – Emomali Rahmon, Prezydenci Tadżykistanu (od 1992)
  - Premier – Okil Okilow, Premierzy Tadżykistanu (1999–2013)

- Tajlandia
  - Król – Bhumibol Adulyadej, Królowie Tajlandii (1946–2016)
  - Premier –
    1. Abhisit Vejjajiva, Premierzy Tajlandii (2008–2011)
    2. Yingluck Shinawatra, Premierzy Tajlandii (2011–2014)

- Tajwan (państwo częściowo uznawane)
  - Prezydent – Ma Ying-jeou, Prezydenci Republiki Chińskiej (2008–2016)
  - Premier – Wu Den-yih, Premierzy Republiki Chińskiej (2009–2012)

- Timor Wschodni
  - Prezydent – José Ramos-Horta, Prezydenci Timoru Wschodniego (2007–2012)
  - Premier – Xanana Gusmão, Premierzy Timoru Wschodniego (2007–2015)

- Turcja
  - Prezydent – Abdullah Gül, prezydenci Turcji (2007–2014)
  - Premier – Recep Tayyip Erdoğan, Premierzy Turcji (2003–2014)

- Turkmenistan
  - Prezydent – Gurbanguly Berdimuhamedow, Prezydenci Turkmenistanu (2006–2022)

- Uzbekistan
  - Prezydent – Islom Karimov, Prezydenci Uzbekistanu (1990–2016)
  - Premier – Shavkat Mirziyoyev, Premierzy Uzbekistanu (2003–2016)

- Wietnam
  - Sekretarz Generalny KC KPW –
    1. Nông Đức Mạnh, Sekretarze Generalni Komitetu Centralnego Komunistycznej Partii Wietnamu (2001–2011)
    2. Nguyễn Phú Trọng, Sekretarze Generalni Komitetu Centralnego Komunistycznej Partii Wietnamu (od 2011)

  - Prezydent –
    1. Nguyễn Minh Triết, Prezydenci Wietnamu (2006–2011)
    2. Trương Tấn Sang, Prezydenci Wietnamu (2011–2016)

  - Premier – Nguyễn Tấn Dũng, Premierzy Wietnamu (2006–2016)

- Zjednoczone Emiraty Arabskie
  - Prezydent – Chalifa ibn Zajid Al Nahajjan, Prezydenci Zjednoczonych Emiratów Arabskich (od 2004)
  - Premier – Muhammad ibn Raszid Al Maktum, Premierzy Zjednoczonych Emiratów Arabskich (od 2006)

## Europa
- Albania
  - Prezydent – Bamir Topi, Prezydenci Albanii (2007–2012)
  - Premier – Sali Berisha, Premierzy Albanii (2005–2013)

- Andora
  - Monarchowie
    - Współksiążę francuski – Nicolas Sarkozy, Współksiążę francuski Andory (2007–2012)
      - Przedstawiciel – Christian Frémont (2008–2012)

    - Współksiążę episkopalny – Joan Enric Vives Sicília, Współksiążę episkopalny Andory (od 2003)
      - Przedstawiciel – Nemesi Marqués Oste (1993–2012)

  - Premier –
    1. Jaume Bartumeu, Premierzy Andory (2009–2011)
    2. Antoni Martí, Premierzy Andory (2011–2015)

- Austria
  - Prezydent – Heinz Fischer, Prezydenci Austrii (2004–2016)
  - Kanclerz – Werner Faymann, Kanclerze Austrii (2008–2016)

- Belgia
  - Król – Albert II, Królowie Belgów (1993–2013)
  - Premier –
    1. Yves Leterme, Premierzy Belgii (2009–2011)
    2. Elio Di Rupo, Premierzy Belgii (2011–2014)

- Białoruś
  - Prezydent – Alaksandr Łukaszenka, Prezydenci Białorusi (od 1994)
  - Premier – Michaił Miasnikowicz, Premierzy Białorusi (2010–2014)

- Bośnia i Hercegowina
  - Głowa państwa – Prezydium Republiki Bośni i Hercegowiny
    - przedstawiciel Serbów – Nebojša Radmanović (2006–2014), Przewodniczący Prezydium Republiki Bośni i Hercegowiny (2010–2011)
    - przedstawiciel Chorwatów – Željko Komšić (2006–2014), Przewodniczący Prezydium Republiki Bośni i Hercegowiny (2011–2012)
    - przedstawiciel Boszniaków – Bakir Izetbegović (2010–2018)

  - Premier – Nikola Špirić, Premierzy Bośni i Hercegowiny (2007–2012)
  - Wysoki Przedstawiciel – Valentin Inzko, Wysoki Przedstawiciel dla Bośni i Hercegowiny (2009–2021)

- Bułgaria
  - Prezydent – Georgi Pyrwanow, Prezydenci Bułgarii (2002–2012)
  - Premier – Bojko Borisow, Premierzy Bułgarii (2009–2013)

- Chorwacja
  - Prezydent – Ivo Josipović, Prezydenci Chorwacji (2010–2015)
  - Premier –
    1. Jadranka Kosor, Premierzy Chorwacji (2009–2011)
    2. Zoran Milanović, Premierzy Chorwacji (2011–2016)

- Czarnogóra
  - Prezydent – Filip Vujanović, Prezydenci Czarnogóry (od 2003)
  - Premier – Igor Lukšić, Premierzy Czarnogóry (2010–2012)

- Czechy
  - Prezydent – Václav Klaus, Prezydenci Czech (2003–2013)
  - Premier – Petr Nečas, Premierzy Czech (2010–2013)

- Dania
  - Król – Małgorzata II, Królowie Danii (1972–2024)
  - Premier –
    1. Lars Løkke Rasmussen, Premierzy Danii (2009–2011)
    2. Helle Thorning-Schmidt, Premierzy Danii (2011–2015)

  -  Wyspy Owcze (Autonomiczne terytorium Królestwa Danii)
    - Królewski administrator Dan Michael Knudsen, Królewscy administratorzy Wysp Owczych (od 2008)
    - Premier Kaj Leo Johannesen, Premierzy Wysp Owczych (2008–2015)

- Estonia
  - Prezydent – Toomas Hendrik Ilves, Prezydenci Estonii (2006–2016)
  - Premier – Andrus Ansip, Premierzy Estonii (2005–2014)

- Finlandia
  - Prezydent – Tarja Halonen, Prezydenci Finlandii (2000–2012)
  - Premier –
    1. Mari Kiviniemi, Premierzy Finlandii (2010–2011)
    2. Jyrki Katainen, Premierzy Finlandii (2011–2014)

- Francja
  - Prezydent – Nicolas Sarkozy, prezydenci Francji (2007–2012)
  - Premier – François Fillon, Premierzy Francji (2007–2012)

- Grecja
  - Prezydent – Karolos Papulias, Prezydenci Grecji (2005–2015)
  - Premier –
    1. Jorgos Papandreu, Premierzy Grecji (2009–2011)
    2. Lukas Papadimos, Premierzy Grecji (2011–2012)

- Hiszpania
  - Król – Jan Karol I, Królowie Hiszpanii (1975–2014)
  - Premier –
    1. José Luis Rodríguez Zapatero, Premierzy Hiszpanii (2004–2011)
    2. Mariano Rajoy, Premierzy Hiszpanii (2011–2018)

- Holandia
  - Król – Beatrycze, Królowie Niderlandów (1980–2013)
  - Premier – Mark Rutte, Premierzy Holandii (od 2010)

- Irlandia
  - Prezydent –
    1. Mary McAleese, Prezydenci Irlandii (1997–2011)
    2. Michael D. Higgins, Prezydenci Irlandii (od 2011)

  - Premier –
    1. Brian Cowen, Premierzy Irlandii (2008–2011)
    2. Enda Kenny, Premierzy Irlandii (2011–2017)

- Islandia
  - Prezydent – Ólafur Ragnar Grímsson, Prezydenci Islandii (1996–2016)
  - Premier – Jóhanna Sigurðardóttir, Premierzy Islandii (2009–2013)

- Liechtenstein
  - Książę – Jan Adam II, Książęta Liechtensteinu (od 1989)
  - Regent – Alojzy (od 2004)
  - Premier – Klaus Tschütscher, Premierzy Liechtensteinu (2009–2013)

- Litwa
  - Prezydent – Dalia Grybauskaitė, Prezydenci Litwy (2009–2019)
  - Premier – Andrius Kubilius, Premierzy Litwy (2008–2012)

- Luksemburg
  - Wielki książę – Henryk, Wielcy książęta Luksemburga (od 2000)
  - Premier – Jean-Claude Juncker, Premierzy Luksemburga (1995–2013)

- Łotwa
  - Prezydent –
    1. Valdis Zatlers, Prezydenci Łotwy (2007–2011)
    2. Andris Bērziņš, Prezydenci Łotwy (2011–2015)

  - Premier – Valdis Dombrovskis, Premierzy Łotwy (2009–2014)

- Macedonia
  - Prezydent – Ǵorge Iwanow, Prezydenci Macedonii (2009–2019)
  - Premier – Nikoła Gruewski, Premierzy Macedonii (2006–2016)

- Malta
  - Prezydent – George Abela, Prezydenci Malty (2009–2014)
  - Premier – Lawrence Gonzi, Premierzy Malty (2004–2013)

- Mołdawia
  - Prezydent – Marian Lupu, p.o. prezydenta Mołdawii (2010–2012)
  - Premier – Vlad Filat, Premierzy Mołdawii (2009–2013)
  -  Naddniestrze (państwo nieuznawane)
    - Prezydent –

    1. Igor Smirnow, Prezydenci Naddniestrza (1991–2011)
    2. Jewgienij Szewczuk, Prezydenci Naddniestrza (2011–2016)

- Monako
  - Książę – Albert II, Książęta Monako (od 2005)
  - Minister stanu – Michel Roger, Ministrowie stanu Monako (2010–2016)

- Niemcy
  - Prezydent – Christian Wulff, prezydenci Niemiec (2010–2012)
  - Kanclerz – Angela Merkel, Kanclerze Niemiec (2005–2021)

- Norwegia
  - Król – Harald V, Królowie Norwegii (od 1991)
  - Premier – Jens Stoltenberg, Premierzy Norwegii (2005–2013)

- Polska
  - Prezydent – Bronisław Komorowski, prezydenci Polski (2010–2015)
  - Premier – Donald Tusk, Premierzy Polski (2007–2014)

- Portugalia
  - Prezydent – Aníbal Cavaco Silva, prezydenci Portugalii (2006–2016)
  - Premier –
    1. José Sócrates, Premierzy Portugalii (2005–2011)
    2. Pedro Passos Coelho, Premierzy Portugalii (2011–2015)

- Rosja
  - Prezydent – Dmitrij Miedwiediew, Prezydenci Rosji (2008–2012)
  - Premier – Władimir Putin, Premierzy Rosji (2008–2012)

- Rumunia
  - Prezydent – Traian Băsescu, Prezydenci Rumunii (2004–2014)
  - Premier – Emil Boc, Premierzy Rumunii (2008–2012)

- San Marino
  - Kapitanowie regenci –
    1. Giovanni Francesco Ugolini i Andrea Zafferani, Kapitanowie regenci San Marino (2010–2011)
    2. Maria Luisa Berti i Filippo Tamagnini, Kapitanowie regenci San Marino (2011)
    3. Gabriele Gatti i Matteo Fiorini, Kapitanowie regenci San Marino (2011–2012)

  - Szef rządu – Antonella Mularoni, Sekretarze Stanu do spraw Politycznych i Zagranicznych San Marino (2008–2012)

- Serbia
  - Prezydent – Boris Tadić, Prezydenci Serbii (2004–2012)
  - Premier – Mirko Cvetković, Premierzy Serbii (2008–2012)
  -  Kosowo (państwo częściowo uznawane pod zarządem ONZ)
    - Prezydent –
      1. Jakup Krasniqi, P.o. prezydenta Kosowa (2010–2011)
      2. Behgjet Pacolli, Prezydenci Kosowa (2011)
      3. Jakup Krasniqi, P.o. prezydenta Kosowa (2011)
      4. Atifete Jahjaga, Prezydenci Kosowa (2011–2016)

    - Premier – Hashim Thaçi, Premierzy Kosowa (2008–2014)
    - Specjalny Przedstawiciel –
      1. Lamberto Zannier, Specjalni Przedstawiciele Sekretarza Generalnego ONZ w Kosowie (2008–2011)
      2. Robert E. Sorenson, P.o. specjalnego przedstawiciela Sekretarza Generalnego ONZ w Kosowie (2011)
      3. Farid Zarif, Specjalni Przedstawiciele Sekretarza Generalnego ONZ w Kosowie (2011–2015)

- Słowacja
  - Prezydent – Ivan Gašparovič, Prezydenci Słowacji (2004–2014)
  - Premier – Iveta Radičová, Premierzy Słowacji (2010–2012)

- Słowenia
  - Prezydent – Danilo Türk, Prezydenci Słowenii (2007–2012)
  - Premier – Borut Pahor, Premierzy Słowenii (2008–2012)

- Szwajcaria
  - Rada Związkowa: Micheline Calmy-Rey (2002–2011, prezydent), Doris Leuthard (od 2006), Eveline Widmer-Schlumpf (2008–2015), Ueli Maurer (od 2009), Didier Burkhalter (od 2009), Johann Schneider-Ammann (od 2010), Simonetta Sommaruga (od 2010)

- Szwecja
  - Król – Karol XVI Gustaw, Królowie Szwecji (od 1973)
  - Premier – Fredrik Reinfeldt, Premierzy Szwecji (2006–2014)

- Ukraina
  - Prezydent – Wiktor Janukowycz, prezydenci Ukrainy (2010–2014)
  - Premier – Mykoła Azarow, Premierzy Ukrainy (2010–2014)

- Unia Europejska
  - Prezydencja Rady Unii Europejskiej –
    1. Węgry (I – VI 2011)
    2. Polska (VII – XII 2011)

  - Przewodniczący Rady Europejskiej – Herman Van Rompuy (2009–2014)
  - Przewodniczący Komisji Europejskiej – José Manuel Durão Barroso (2004–2014)
  - Przewodniczący Parlamentu Europejskiego – Jerzy Buzek (2009–2012)
  - Wysoki przedstawiciel Unii do spraw zagranicznych i polityki bezpieczeństwa – Catherine Ashton (2009–2014)

- Watykan
  - Papież – Benedykt XVI, Suwerenny Władca Państwa Watykańskiego (2005–2013)
  - Prezydent Gubernatoratu –
    1. Giovanni Lajolo, Prezydenci Papieskiej Komisji Państwa Watykańskiego (2006–2011)
    2. Giuseppe Bertello, Prezydenci Papieskiej Komisji Państwa Watykańskiego (2011–2021)

  - Stolica Apostolska
    - Sekretarz stanu – Tarcisio Bertone, Sekretarze stanu Stolicy Apostolskiej (2006–2013)

- Węgry
  - Prezydent – Pál Schmitt, Prezydent Węgier (2010–2012)
  - Premier – Viktor Orbán, Premierzy Węgier (od 2010)

- Wielka Brytania
  - Król – Elżbieta II, Królowie Zjednoczonego Królestwa (od 1952)
  - Premier – David Cameron, Premierzy Wielkiej Brytanii (2010–2016)
  -  Wyspa Man (Dependencja korony brytyjskiej)
    - Gubernator porucznik –
      1. Paul Haddacks, Gubernatorzy porucznicy Wyspy Man (2005–2011)
      2. Adam Wood, Gubernatorzy porucznicy Wyspy Man (2011–2016)

    - Szef ministrów –
      1. James Anthony Brown, Premierzy Wyspy Man (2006–2011)
      2. Allan Bell, Premierzy Wyspy Man (2011–2016)

  -  Guernsey (Dependencja korony brytyjskiej)
    - Gubernator porucznik –
      1. Fabian Malbon, Gubernatorzy porucznicy Guernsey (2005–2011)
      2. Peter Walker, Gubernatorzy porucznicy Guernsey (2011–2015)

    - Baliw – Geoffrey Rowland, Baliwowie Guernsey (2005–2012)
    - Szef ministrów – Lyndon Trott, Szefowie ministrów Guernsey (2008–2012)

  -  Jersey (Dependencja korony brytyjskiej)
    - Gubernator porucznik –
      1. Andrew Ridgway, Gubernatorzy porucznicy Jersey (2006–2011)
      2. John McColl, Gubernatorzy porucznicy Jersey (2011–2016)

    - Baliw – Michael Birt, Baliwowie Jersey (2009–2015)
    - Szef ministrów –
      1. Terry Le Sueur, Szefowie ministrów Jersey (2008–2011)
      2. Ian Gorst, Szefowie ministrów Jersey (od 2011)

  -  Gibraltar (terytorium zamorskie Wielkiej Brytanii)
    - Gubernator – Adrian Johns, Gubernatorzy Gibraltaru (2009–2013)
    - Szef ministrów –
      1. Peter Caruana, Szefowie ministrów Gibraltaru (1996–2011)
      2. Fabian Picardo, Szefowie ministrów Gibraltaru (od 2011)

- Włochy
  - Prezydent – Giorgio Napolitano, Prezydenci Włoch (2006–2015)
  - Premier –
    1. Silvio Berlusconi, Premierzy Włoch (2008–2011)
    2. Mario Monti, Premierzy Włoch (2011–2013)

## Ameryka Północna
- Anguilla (terytorium zamorskie Wielkiej Brytanii)
  - Gubernator – William Alistair Harrison, Gubernatorzy Anguilli (2009–2013)
  - Szef ministrów – Hubert Hughes, Szefowie ministrów Anguilli (2010–2015)

- Antigua i Barbuda
  - Król – Elżbieta II, Królowie Antigui i Barbudy (od 1981)
  - Gubernator generalny – Louise Lake-Tack, Gubernatorzy generalni Antigui i Barbudy (2007–2014)
  - Premier – Baldwin Spencer, Premierzy Antigui i Barbudy (2004–2014)

- Aruba (samorządny kraj członkowski Królestwa Niderlandów)
  - Gubernator – Fredis Refunjol, Gubernatorzy Aruby (2004–2016)
  - Premier – Mike Eman, Premierzy Aruby (2009–2017)

- Bahamy
  - Król – Elżbieta II, Królowie Bahamów (od 1973)
  - Gubernator generalny – Arthur Foulkes, Gubernatorzy generalni Bahamów (2010–2014)
  - Premier – Hubert Ingraham, Premierzy Bahamów (2007–2012)

- Barbados
  - Król – Elżbieta II, Królowie Barbadosu (1966–2021)
  - Gubernator generalny –
    1. Clifford Husbands, Gubernatorzy generalni Barbadosu (1996–2011)
    2. Elliot Belgrave, P.o. gubernatora generalnego Barbadosu (2011–2012)

  - Premier – Freundel Stuart, Premierzy Barbadosu (2010–2018)

- Belize
  - Król – Elżbieta II, Królowie Belize (od 1981)
  - Gubernator generalny – Colville Young, Gubernatorzy generalni Belize (1993–2021)
  - Premier – Dean Barrow, Premierzy Belize (2008–2020)

- Bermudy (terytorium zamorskie Wielkiej Brytanii)
  - Gubernator – Richard Gozney, Gubernatorzy Bermudów (2007–2012)
  - Premier – Paula Cox, Premierzy Bermudów (2010–2012)

- Brytyjskie Wyspy Dziewicze (terytorium zamorskie Wielkiej Brytanii)
  - Gubernator – William Boyd McCleary, Gubernatorzy Brytyjskich Wysp Dziewiczych (2010–2014)
  - Premier –
    1. Ralph T. O’Neal, Premierzy Brytyjskich Wysp Dziewiczych (2007–2011)
    2. Orlando Smith, Premierzy Brytyjskich Wysp Dziewiczych (od 2011)

- Curaçao (samorządny kraj członkowski Królestwa Niderlandów)
  - Gubernator – Frits Goedgedrag, Gubernatorzy Curaçao (2010–2012)
  - Premier – Gerrit Schotte, Premierzy Curaçao (2010–2012)

- Dominika
  - Prezydent – Nicholas Liverpool, Prezydenci Dominiki (2003–2012)
  - Premier – Roosevelt Skerrit, Premierzy Dominiki (od 2004)

- Dominikana
  - Prezydent – Leonel Fernández, Prezydenci Dominikany (2004–2012)

- Grenada
  - Król – Elżbieta II, Królowie Grenady (od 1974)
  - Gubernator generalny – Carlyle Glean, Gubernatorzy generalni Grenady (2008–2013)
  - Premier – Tillman Thomas, Premierzy Grenady (2008–2013)

- Grenlandia (autonomiczne terytorium Królestwa Danii)
  - Wysoki komisarz –
    1. Søren Hald Møller, Wysocy komisarze Grenlandii (2005–2011)
    2. Mikaela Engell, Wysocy komisarze Grenlandii (od 2011)

  - Premier – Kuupik Kleist, Premierzy Grenlandii (2009–2013)

- Gwadelupa (departament zamorski Francji)
  - Prefekt –
    1. Jean-Luc Fabre, Prefekci Gwadelupy (2009–2011)
    2. Philippe Jaumouillé, Prefekci Gwadelupy (2011)
    3. Amaury de Saint-Quentin, Prefekci Gwadelupy (2011–2013)

  - Przewodniczący Rady Generalnej – Jacques Gillot, Przewodniczący Rady Generalnej Gwadelupy (2001–2015)
  - Przewodniczący Rady Regionalnej – Victorin Lurel, Przewodniczący Rady Regionalnej Gwadelupy (2004–2012)

- Gwatemala
  - Prezydent – Álvaro Colom, Prezydenci Gwatemali (2008–2012)

- Haiti
  - Prezydent –
    1. René Préval, Prezydenci Haiti (2006–2011)
    2. Michel Martelly, Prezydenci Haiti (2011–2016)

  - Premier –
    1. Jean-Max Bellerive, Premierzy Haiti (2009–2011)
    2. Garry Conille, Premierzy Haiti (2011–2012)

- Honduras
  - Prezydent – Porfirio Lobo Sosa, Prezydenci Hondurasu (2010–2014)

- Jamajka
  - Król – Elżbieta II, Królowie Jamajki (od 1962)
  - Gubernator generalny – Patrick Linton Allen, Gubernatorzy generalni Jamajki (od 2009)
  - Premier –
    1. Bruce Golding, Premierzy Jamajki (2007–2011)
    2. Andrew Holness, Premierzy Jamajki (2011–2012)

- Kajmany (terytorium zamorskie Wielkiej Brytanii)
  - Gubernator – Duncan Taylor, Gubernatorzy Kajmanów (2010–2013)
  - Premier – McKeeva Bush, Premierzy Kajmanów (2009–2012)

- Kanada
  - Król – Elżbieta II, Królowie Kanady (od 1952)
  - Gubernator generalny – David Lloyd Johnston, Gubernatorzy generalni Kanady (2010–2017)
  - Premier – Stephen Harper, Premierzy Kanady (2006–2015)

- Kostaryka
  - Prezydent – Laura Chinchilla, Prezydenci Kostaryki (2010–2014)

- Kuba
  - Pierwszy sekretarz KPK –
    1. Fidel Castro, Pierwsi sekretarze Komunistycznej Partii Kuby (1965–2011)
    2. Raúl Castro, Pierwsi sekretarze Komunistycznej Partii Kuby (od 2011)

  - Przewodniczący Rady Państwa – Raúl Castro, Przewodniczący Rady Państwa Republiki Kuby (od 2008)
  - Premier – Raúl Castro, Premierzy Kuby (2008–2018)

- Martynika (departament zamorski Francji)
  - Prefekt –
    1. Ange Mancini, Prefekci Martyniki (2007–2011)
    2. Laurent Prévost, Prefekci Martyniki (2011–2014)

  - Przewodniczący Rady Generalnej –
    1. Claude Lise, Przewodniczący Rady Generalnej Martyniki (1992–2011)
    2. Josette Manin, Przewodniczący Rady Generalnej Martyniki (2011–2015)

  - Przewodniczący Rady Regionalnej – Serge Letchimy, Przewodniczący Rady Regionalnej Martyniki (2010–2015)

- Meksyk
  - Prezydent – Felipe Calderón, Prezydenci Meksyku (2006–2012)

- Montserrat (terytorium zamorskie Wielkiej Brytanii)
  - Gubernator –
    1. Peter Andrew Waterworth, Gubernatorzy Montserratu (2007–2011)
    2. Sarita Francis, P.o. gubernatora Montserratu (2011)
    3. Adrian Davis, Gubernatorzy Montserratu (2011–2015)

  - Premier – Reuben Meade, Premierzy Montserratu (2009–2014) do 27 września szef ministrów

- Nikaragua
  - Prezydent – Daniel Ortega, Prezydenci Nikaragui (od 2007)

- Panama
  - Prezydent – Ricardo Martinelli, Prezydenci Panamy (2009–2014)

- Saint-Barthélemy (wspólnota zamorska Francji)
  - Prefekt –
    1. Jacques Simonnet, Prefekci Saint Barthélemy (2009–2011)
    2. Philippe Chopin, Prefekci Saint Barthélemy (2011–2015)

  - Przewodniczący Rady Terytorialnej – Bruno Magras, Przewodniczący Rady Terytorialnej Saint Barthélemy (od 2007)

- Saint Kitts i Nevis
  - Król – Elżbieta II, Królowie Saint Kitts i Nevis (od 1983)
  - Gubernator generalny – Cuthbert Sebastian, Gubernatorzy generalni Saint Kitts i Nevis (1996–2012)
  - Premier – Denzil Douglas, Premierzy Saint Kitts i Nevis (1995–2015)

- Saint Lucia
  - Król – Elżbieta II, Królowie Saint Lucia (od 1979)
  - Gubernator generalny – Pearlette Louisy, Gubernatorzy generalni Saint Lucia (1997–2017)
  - Premier –
    1. Stephenson King, Premierzy Saint Lucia (2007–2011)
    2. Kenny Anthony, Premierzy Saint Lucia (2011–2016)

- Saint-Martin (wspólnota zamorska Francji)
  - Prefekt –
    1. Jacques Simonnet, Prefekci Saint-Martin (2009–2011)
    2. Philippe Chopin, Prefekci Saint-Martin (2011–2015)

  - Przewodniczący Rady Terytorialnej – Frantz Gumbs, Przewodniczący Rady Terytorialnej Saint-Martin (2009–2012)

- Saint-Pierre i Miquelon (wspólnota zamorska Francji)
  - Prefekt –
    1. Jean-Régis Borius, Prefekci Saint-Pierre i Miquelon (2009–2011)
    2. Patrice Latron, Prefekci Saint-Pierre i Miquelon (2011–2014)

  - Przewodniczący Rady Terytorialnej – Stéphane Artano, Przewodniczący Rady Terytorialnej Saint-Pierre i Miquelon (od 2006)

- Saint Vincent i Grenadyny
  - Król – Elżbieta II, Królowie Saint Vincent i Grenadyn (od 1979)
  - Gubernator generalny – Frederick Ballantyne, Gubernatorzy generalni Saint Vincent i Grenadyn (od 2002)
  - Premier – Ralph Gonsalves, Premierzy Saint Vincent i Grenadyn (od 2001)

- Salwador
  - Prezydent – Mauricio Funes, Prezydenci Salwadoru (2009–2014)

- Sint Maarten (samorządny kraj członkowski Królestwa Niderlandów)
  - Gubernator – Eugene Holiday, Gubernatorzy Sint Maarten (od 2010)
  - Premier – Sarah Wescot-Williams, Premierzy Sint Maarten (2010–2014)

- Stany Zjednoczone
  - Prezydent – Barack Obama, Prezydenci Stanów Zjednoczonych (2009–2017)
  -  Portoryko (Terytorium zorganizowane o statusie wspólnoty Stanów Zjednoczonych Ameryki)
    - Gubernator – Luis Fortuño, Gubernatorzy Portoryko (2009–2013)

  -  Wyspy Dziewicze Stanów Zjednoczonych (Nieinkorporowane terytorium zorganizowane Stanów Zjednoczonych Ameryki)
    - Gubernator – John de Jongh, Gubernatorzy Wysp Dziewiczych Stanów Zjednoczonych (2007–2015)

- Trynidad i Tobago
  - Prezydent – George Maxwell Richards, Prezydenci Trynidadu i Tobago (2003–2013)
  - Premier – Kamla Persad-Bissessar, Premierzy Trynidadu i Tobago (2010–2015)

- Turks i Caicos (terytorium zamorskie Wielkiej Brytanii)
  - Gubernator –
    1. Gordon Wetherell, Gubernatorzy Turks i Caicos (2008–2011)
    2. Martin Stanley, P.o. gubernatora Turks i Caicos (2011)
    3. Ric Todd, Gubernatorzy Turks i Caicos (2011–2013)

## Ameryka Południowa
- Argentyna
  - Prezydent – Cristina Fernández de Kirchner, prezydenci Argentyny (2007–2015)

- Boliwia
  - Prezydent – Evo Morales, Prezydenci Boliwii (2006–2019)

- Brazylia
  - Prezydent –
    1. Luiz Inácio Lula da Silva, Prezydenci Brazylii (2003–2011)
    2. Dilma Rousseff, Prezydenci Brazylii (2011–2016)

- Chile
  - Prezydent – Sebastián Piñera, Prezydenci Chile (2010–2014)

- Ekwador
  - Prezydent – Rafael Correa, Prezydenci Ekwadoru (2007–2017)

- Falklandy (terytorium zamorskie Wielkiej Brytanii)
  - Gubernator – Nigel Haywood, Gubernatorzy Falklandów (2010–2014)
  - Szef Rady Wykonawczej – Tim Thorogood, Szefowie Rady Wykonawczej Falklandów (2008–2012)

- Georgia Południowa i Sandwich Południowy (terytorium zamorskie Wielkiej Brytanii)
  - Komisarz – Nigel Haywood, Komisarze Georgii Południowej i Sandwicha Południowego (od 2010)
  - Starszy naczelnik – Martin Collins, Starsi naczelnicy Georgii Południowej i Sandwicha Południowego (2009–2012)

- Gujana
  - Prezydent –
    1. Bharrat Jagdeo, Prezydenci Gujany (1999–2011)
    2. Donald Ramotar, Prezydenci Gujany (2011–2015)

  - Premier – Samuel Hinds, Premierzy Gujany (1999–2015)

- Gujana Francuska (departament zamorski Francji)
  - Prefekt –
    1. Daniel Ferey, Prefekci Gujany Francuskiej (2009–2011)
    2. Denis Labbé, Prefekci Gujany Francuskiej (2011–2013)

  - Przewodniczący Rady Generalnej – Alain Tien-Liong, Przewodniczący Rady Generalnej Gujany Francuskiej (2008–2015)
  - Przewodniczący Rady Regionalnej – Rodolphe Alexandre, Przewodniczący Rady Regionalnej Gujany Francuskiej (2010–2015)

- Kolumbia
  - Prezydent – Juan Manuel Santos, prezydenci Kolumbii (2010–2018)

- Paragwaj
  - Prezydent – Fernando Lugo, Prezydenci Paragwaju (2008–2012)

- Peru
  - Prezydent –
    1. Alan García Pérez, prezydenci Peru (2006–2011)
    2. Ollanta Humala, prezydenci Peru (2011–2016)

  - Premier –
    1. José Antonio Chang, Premierzy Peru (2010–2011)
    2. Rosario Fernández, Premierzy Peru (2011)
    3. Salomón Lerner Ghitis, Premierzy Peru (2011)
    4. Oscar Valdés, Premierzy Peru (2011–2012)

- Surinam
  - Prezydent – Dési Bouterse, Prezydenci Surinamu (2010–2020)

- Urugwaj
  - Prezydent – José Mujica, Prezydenci Urugwaju (2010–2015)

- Wenezuela
  - Prezydent – Hugo Chávez, Prezydenci Wenezueli (2002–2013)

## Australia i Oceania
- Australia
  - Król – Elżbieta II, Królowie Australii (od 1952)
  - Gubernator generalny – Quentin Bryce, Gubernatorzy generalni Australii (2008–2014)
  - Premier – Julia Gillard, Premierzy Australii (2010–2013)
  -  Wyspa Bożego Narodzenia (terytorium zewnętrzne Australii)
    - Administrator – Brian Lacy, Administratorzy Wyspy Bożego Narodzenia (2009–2012)
    - Przewodniczący Rady –
      1. Gordon Thomson, Przewodniczący Rady Wyspy Bożego Narodzenia (2003–2011)
      2. Foo Kee Heng, Przewodniczący Rady Wyspy Bożego Narodzenia (2011–2013)

  -  Wyspy Kokosowe (terytorium zewnętrzne Australii)
    - Administrator – Brian Lacy, Administratorzy Wysp Kokosowych (2009–2012)
    - Przewodniczący Rady –
      1. Balmut Pirus, Przewodniczący Rady Wysp Kokosowych (2009–2011)
      2. Aindil Minkom, Przewodniczący Rady Wysp Kokosowych (2011–2015)

  -  Norfolk (terytorium zewnętrzne Australii)
    - Administrator – Owen Walsh, Administratorzy Norfolku (2007–2012)
    - Szef ministrów – David Buffett, Szefowie ministrów Norfolku (2010–2013)

- Fidżi
  - Prezydent – Epeli Nailatikau, Prezydenci Fidżi (2009–2015)
  - Premier – Frank Bainimarama, Premierzy Fidżi (od 2007)

- Guam (nieinkorporowane terytorium zorganizowane Stanów Zjednoczonych Ameryki)
  - Gubernator –
    1. Felix Perez Camacho, Gubernatorzy Guamu (2003–2011)
    2. Eddie Calvo, Gubernatorzy Guamu (od 2011)

- Kiribati
  - Prezydent – Anote Tong, Prezydenci Kiribati (2003–2016)

- Mariany Północne (nieinkorporowane terytorium zorganizowane Stanów Zjednoczonych Ameryki)
  - Gubernator – Benigno Repeki Fitial, Gubernatorzy Marianów Północnych (2006–2013)

- Mikronezja
  - Prezydent – Manny Mori, Prezydenci Mikronezji (2007–2015)

- Nauru
  - Prezydent –
    1. Marcus Stephen, Prezydenci Nauru (2007–2011)
    2. Frederick Pitcher, Prezydenci Nauru (2011)
    3. Sprent Dabwido, Prezydenci Nauru (2011–2013)

- Nowa Kaledonia (wspólnota sui generis Francji)
  - Wysoki komisarz – Albert Dupuy, Wysocy Komisarze Nowej Kaledonii (2010–2013)
  - Przewodniczący rządu –
    1. Philippe Gomès, Przewodniczący rządu Nowej Kaledonii (2009–2011)
    2. Harold Martin, Przewodniczący rządu Nowej Kaledonii (2011–2014)

- Nowa Zelandia
  - Król – Elżbieta II, Królowie Nowej Zelandii (od 1952)
  - Gubernator generalny –
    1. Anand Satyanand, Gubernatorzy generalni Nowej Zelandii (2006–2011)
    2. Sian Elias, P.o. gubernatora generalnego Nowej Zelandii (2011)
    3. Jerry Mateparae, Gubernatorzy generalni Nowej Zelandii (2011–2016)

  - Premier – John Key, Premierzy Nowej Zelandii (2008–2016)
  -  Wyspy Cooka (terytorium stowarzyszone Nowej Zelandii)
    - Wysoki Komisarz –
      1. Linda Te Puni, Wysocy Komisarze Wysp Cooka (2010–2011)
      2. John Carter, Wysocy Komisarze Wysp Cooka (2011–2013)

    - Przedstawiciel Królowej – Frederick Tutu Goodwin, Przedstawiciele Królowej na Wyspach Cooka (2001–2013)
    - Premier – Henry Puna, Premierzy Wysp Cooka (od 2010)

  -  Niue (terytorium stowarzyszone Nowej Zelandii)
    - Wysoki Komisarz – Mark Blumsky, Wysocy Komisarze Niue (2010–2013)
    - Premier – Toke Talagi, Premierzy Niue (od 2008)

  -  Tokelau (terytorium zależne Nowej Zelandii)
    - Administrator –
      1. John Allen, P.o. administratora Tokelau (2009–2011)
      2. Jonathan Kings, Administratorzy Tokelau (2011–2015)

    - Szef rządu –
      1. Kuresa Nasau, Szefowie rządu Tokelau (2010–2011)
      2. Foua Toloa, Szefowie rządu Tokelau (2011–2012)

- Palau
  - Prezydent – Johnson Toribiong, Prezydenci Palau (2009–2013)

- Papua-Nowa Gwinea
  - Król – Elżbieta II, Królowie Papui-Nowej Gwinei (od 1975)
  - Gubernator generalny – Michael Ogio, Gubernatorzy generalni Papui-Nowej Gwinei (2010–2017)
  - Premier –
    1. Sam Abal, P.o. premiera Papui-Nowej Gwinei (2010–2011)
    2. Michael Somare, Premierzy Papui-Nowej Gwinei (2011)
    3. Sam Abal, P.o. premiera Papui-Nowej Gwinei (2011)
    4. Peter O’Neill, Premierzy Papui-Nowej Gwinei (od 2011)

- Pitcairn (terytorium zamorskie Wielkiej Brytanii)
  - Gubernator – Victoria Treadell, Gubernatorzy Pitcairn (2010–2014)
  - Burmistrz – Mike Warren, Burmistrzowie Pitcairn (2008–2013)

- Polinezja Francuska (wspólnota zamorska Francji)
  - Wysoki Komisarz –
    1. Adolphe Colrat, Wysocy komisarze Polinezji Francuskiej (2008–2011)
    2. Alexandre Rochatte, P.o. wysokiego komisarza Polinezji Francuskiej (2011)
    3. Richard Didier, Wysocy komisarze Polinezji Francuskiej (2011–2012)

  - Prezydent –
    1. Gaston Tong Sang, Prezydenci Polinezji Francuskiej (2009–2011)
    2. Oscar Temaru, Prezydenci Polinezji Francuskiej (2011–2013)

- Samoa
  - Głowa państwa – Tupua Tamasese Tupuola Tufuga Efi, O le Ao o le Malo Samoa (2007–2017)
  - Premier – Tuilaʻepa Sailele Malielegaoi, Premierzy Samoa (1998–2021)

- Samoa Amerykańskie (nieinkorporowane terytorium niezorganizowane Stanów Zjednoczonych Ameryki)
  - Gubernator – Togiola Tulafono, Gubernatorzy Samoa Amerykańskiego (2003–2013)

- Tonga
  - Król – Jerzy Tupou V, Królowie Tonga (2006–2012)
  - Premier – Tuʻivakanō, Premierzy Tonga (2010–2014)

- Tuvalu
  - Król – Elżbieta II, Królowie Tuvalu (od 1978)
  - Gubernator generalny – Iakoba Italeli, Gubernatorzy generalni Tuvalu (2010–2019)
  - Premier – Willy Telavi, Premierzy Tuvalu (2010–2013)

- Vanuatu
  - Prezydent – Iolu Abil, Prezydenci Vanuatu (2009–2014)
  - Premier –
    1. Sato Kilman, Premierzy Vanuatu (2010–2011)
    2. Serge Vohor, Premierzy Vanuatu (2011)
    3. Sato Kilman, Premierzy Vanuatu (2011)
    4. Edward Natapei, Premierzy Vanuatu (2011)
    5. Sato Kilman, Premierzy Vanuatu (2011–2013)

- Wallis i Futuna (wspólnota zamorska Francji)
  - Administrator – Michel Jeanjean, Administratorzy Wallis i Futuny (2010–2013)
  - Przewodniczący Zgromadzenia Terytorialnego –
    1. Siliako Lauhea, Przewodniczący Zgromadzenia Terytorialnego Wallis i Futuny (2010–2011)
    2. Pesamino Taputai, Przewodniczący Zgromadzenia Terytorialnego Wallis i Futuny (2011–2012)

- Wyspy Marshalla
  - Prezydent – Jurelang Zedkaia, Prezydenci Wysp Marshalla (2009–2012)

- Wyspy Salomona
  - Król – Elżbieta II, Królowie Wysp Salomona (od 1978)
  - Gubernator generalny – Frank Kabui, Gubernatorzy generalni Wysp Salomona (od 2009)
  - Premier –
    1. Danny Philip, Premierzy Wysp Salomona (2010–2011)
    2. Gordon Darcy Lilo, Premierzy Wysp Salomona (2011–2014)